# Calea rotundifolia
Calea rotundifolia là một loài thực vật có hoa trong họ Cúc. Loài này được (Less.) Baker mô tả khoa học đầu tiên năm 1884.